# 萧乐古
萧乐古（?—?），辽国（契丹）官员。辽天祚帝时南府宰相。
萧乐古曾任西南面招讨使。天庆三年（1113年）十一月甲午，天祚帝耶律延禧任命三司使虞融为知南院枢密使事，西南面招讨使萧乐古为南府宰相。其后萧乐古下场不详。